# Grant McCune
Pour les articles homonymes, voir McCune.
 (décembre 2024).
Si vous disposez d'ouvrages ou d'articles de référence ou si vous connaissez des sites web de qualité traitant du thème abordé ici, merci de compléter l'article en donnant les références utiles à sa vérifiabilité et en les liant à la section « Notes et références ».
Grant McCune (27 mars 1943 - 27 décembre 2010) était un responsable des effets spéciaux américain.

## Filmographie
Son premier travail non crédité est la création du grand requin blanc dans Les Dents de la mer.
- 1977 : Star Wars, épisode IV : Un nouvel espoir, Oscar des meilleurs effets visuels
- 1978 : Galactica (série)
- 1979 : Avalanche Express
- 1979 : Star Trek, le film, nommé à l'Oscar des meilleurs effets visuels
- 1980 : Le Golf en folie
- 1982 : Firefox, l'arme absolue
- 1983 : Starflight One (téléfilm)
- 1985 : Lifeforce
- 1986 : Jackals
- 1987 : Foxfire (téléfilm)
- 1987 : La Folle Histoire de l'espace
- 1988 : L'Ange des ténèbres
- 1988 : J'ai épousé une extra-terrestre
- 1989 : SOS Fantômes 2
- 1994 : Speed
- 1994 : Richie Rich
- 1995 : Batman Forever
- 1996 : Ultime Décision
- 1996 : Daylight
- 1998 : Sphère
- 2000 : Planète rouge
- 2000 : Treize jours
- 2008 : John Rambo